# Nahverkehr
Als Nahverkehr  (in Bezug auf Siedlungen auch, sowie in der Schweiz stets, Ortsverkehr) wird im Straßen-, Schienen-, Schiffs- und im Luftverkehr eine Verkehrsart verstanden, bei der ein Transport- oder Verkehrsmittel eine bestimmte Reiseweite oder bestimmte Fahrzeit nicht überschreitet. Pendant ist der Fernverkehr.

## Abgrenzung
In der Verkehrswissenschaft wird der Nahverkehr Carl Pirath zufolge unterteilt in den Ortsverkehr, der sich innerhalb einer Ortschaft abspielt, und den Überlandverkehr zwischen benachbarten Gemeinden. Dabei muss es möglich sein, den Transportvorgang einschließlich der Rückführung der Fahrzeuge an ihren Ausgangsort innerhalb eines Arbeitstages durchzuführen. In großen Flächenstaaten (Russland, USA, Kanada) bezieht sich der Nahverkehr naturgemäß auf größere Entfernungen als in Kleinstaaten. 

## Umfang und Entwicklung des Begriffs
In einer Hierarchie der Ebenen der Verkehrsströme nach Aktionsradius wird der Nahverkehr/Ortsverkehr heute neben Regionalverkehr und Fernverkehr gesehen, wo er für die Feinerschließung im Siedlungsraum fungiert.

„Der Ortsverkehr ist durch viele Kurzstreckenfahrten zwischen Gemeinde- oder Ortsteilen charakterisiert. Dazu zählen auch Fahrten ins und im unmittelbaren Umland.“

Im öffentlichen Personenverkehr zeichnet sich der Nahverkehr aus durch:
- hohe Haltestellen- und Taktdichte,
- Orts-, City- und Quartierbusse – zur Feinerschließung,
- Straßenbahn- und Stadtbus- (und andere) Systeme – für gebündelte Verkehrsströme über Distanzen von mehr als 5 km.

Dazu treten seit jüngeren Jahren schienenungebundene, aber bedarfsgesteuerte Systemen (wie Rufbusse, Sammeltaxis) für die Flächenbedienung weniger aufkommensstarker Relationen.
Im Straßenverkehr ist Nahverkehr durch ein meist dichtes Netz niederrangiger Straßen (Innerortsstraßen, Gemeindestraßen und ähnliche niederrangige Straßen) geprägt, die teils auch die Funktion haben, den Verkehr durch Siedlungsräume (Orte, Stadtteile) zu schleusen und den überörtlichen Straßenverbindungen zuzuführen (lokale Durchgangsstraßen).
In manchen Regionen spielt auch der Schiffsverkehr im Nahverkehr eine bedeutende Rolle, im öffentlichen, teils auch Individualverkehr, das betrifft Städte an Flüssen oder Seen ebenso wie Inselregionen.
Die Grenze des Nahbereichs ist dabei nicht genau definiert und von der Größe des zentralörtlichen Raumes bestimmt. Der Begriff Nahverkehr vermischt sich – im urbanen Raum – zunehmend mit Regionalverkehr, insbesondere durch den Aufbau von Verkehrsverbünden.
Ortsverkehr kann im Stadtbereich als innerstädtischer Nahverkehr umschrieben werden; für Großstädte ergeben sich dabei bereits größere Entfernungen von 30–50 km, teils noch mehr im Großstadtbereich. Städtische Ballungsräume können als Nahbereich aufgefasst werden – in solchen Bereichen wird u. a. das Verkehrssystem des Personennahverkehrs als gemeinsamer Verbundraum organisiert.
Im ländlichen Raum ist der Nahverkehr fast ausschließlich vom Individualverkehr geprägt, bewegt sich bis heute – im engeren Sinne als Ortsverkehr – in einem Radius von 5–10 km und ist relativ scharf vom regionalen Verkehr abgegrenzt. Hier gibt es meist nur einen zweckgebundenen öffentlichen Personennahverkehr, etwa Schulbusse, oft nur auf kommunaler Ebene (zum Gemeindehauptort als Schulstandort), während der Verkehr zu größeren Nachbarorten und regionalen Zentren (überörtlicher Verkehr) in Regional- und teils auch Fernverkehrskonzepte eingebunden ist (Fernstraßen, Regionalbusse und -züge).
Im Laufe der Jahrzehnte bzw. seit der Industriellen Revolution erfolgte eine stetige Vergrößerung dieses Bereiches durch die Motorisierung, Mobilität im Alltag, und auch das zunehmend unbeschwerliche Reisen über größere Entfernungen. In den 1950er Jahren konnte als Nahbereich von einer Entfernung bis zu 50 km ausgegangen werden, Nahverkehrstarife gelten heute in Verkehrsverbund bis etwa 100 km und darüber hinaus. Der Güterkraftverkehr geht für den Güternahverkehr von der an einem Arbeitstag erreichbaren Entfernung (mit Ladetätigkeit und Rückweg) aus.

Gleichzeitig dehnt sich auch der Begriff des Regionalen aus:
So wurden Nahverkehrszüge ab Mitte der 1990er Jahre zu „Regionalzügen“, die durchaus Entfernungen von 300 km zurücklegen können. In Deutschland beispielsweise besteht für den Personenverkehr heute eine scharfe Trennung zwischen öffentlichem Personennahverkehr und schnellem Fernverkehr mit Intercity- und Hochgeschwindigkeitsverkehren.
Insgesamt wird Nah- beziehungsweise Ortsverkehr heute nicht mehr geographisch in einem konkreten Umfang, sondern – durch die vielfältigen verkehrstechnischen Erschließungssysteme – rein funktionell gesehen, im Verhältnis der Dichte der Anbindung an diese Verkehrssysteme zu den ortsüblichen Größenordnungen der Siedlungsstruktur und ihrer Kleinteiligkeit, also funktionale siedlungsgeographische Einheiten.
Zum anderen findet durch den „inflationären“ Gebrauch des Begriffs zunehmend auch eine Neu- (bzw. Rück-)Besetzung statt, so fokussiert eine österreichische Legaldefinition unter dem Begriff (Personen-)Nahverkehr auf Stadtverkehr und Vorortverkehr.
Untersucht man die Fahrtzwecke, so fahren im Berufsverkehr die Pendler im Regelfall einen Arbeitsweg, der zum Nahverkehr gerechnet werden kann. Insbesondere der Einkaufs- und Freizeitverkehr sind typischer Nahverkehr, dagegen gehört der Urlaubsverkehr meist zum Fernverkehr. Der Dienstreiseverkehr kann sowohl Nah- als auch Fernverkehr sein.

## Verkehrsmittel
Typische Nahverkehrsmittel sind Elektrokleinstfahrzeuge (wie E-Tretroller, Segways), Fahrräder, Kurzstreckenflugzeuge, Stadtbusse, Straßenbahnen, Seilbahnen, S-Bahnen, U-Bahnen oder Vorortbahnen. Als Transportwege kommen eigens für Straßenfahrzeuge geschaffene Landstraßen in Frage.
Im Luftverkehr wurden 1959 den zivilen Nahverkehrsbereichen Luftstraßen mit einer Höhe von mindestens 700 Fuß über Grund zugewiesen, die untere Grenze wurde auf 1700 Fuß festgelegt. In diesem Sektor waren auch die militärischen Nahverkehrsbereiche unterwegs. Im Rahmen der Flugsicherung sind die Nahverkehrsbereiche Teile eines Kontrollbezirks und stellen das Bindeglied zwischen den Kontrollzonen und den Luftstraßen dar.

## International

### Deutschland

#### Legaldefinition
Nahverkehr ist in Deutschland die Legaldefinition aus § 8 Abs. 1 PBefG für den öffentlichen Personennahverkehr (ÖPNV), welche die Unterscheidung zum Fernverkehr von der Wegstrecke (50 Kilometer) und der Fahrzeit (1 Stunde) abhängig macht.
Eine gleichlautende Regelung enthält § 2 Abs. 12 AEG für den Schienenpersonennahverkehr. Bei anderen Verkehrsträgern kann der Nahverkehr umgangssprachlich eine unterschiedliche Abgrenzung zum Fernverkehr aufweisen. Entscheidend für die Unterscheidung zwischen Nah- und Fernverkehr ist der zurückzulegende Transportweg. Der Nahverkehr kann außerhalb des ÖPNV einen Verkehrsraum etwa des Regionalverkehrs umfassen. Es handelt sich um Verkehrsleistungen, die über geringe Entfernungen erbracht werden. Dazu zählen der Güter- oder Personenverkehr, aber auch der Individualverkehr.

#### Verkehrsträger
Öffentliche Verkehrsmittel bedienen im Personentransport den Nahverkehr mit dem Personennahverkehr. Im Schienenpersonenverkehr der Eisenbahn bedient die DB Regio den Nahverkehr. Im April 2000 verband die Deutsche Bahn AG den Fern- und Nahverkehr im Unternehmensbereich „Personenverkehr“, doch blieben die Tochtergesellschaften des Fern- und Nahverkehrs selbständig. Beim Gütertransport war das Pendant der Güternahverkehr, für den bis Juni 1998 eine Reichweite von 75 km galt. Der Wasserverkehr (Binnen- und erst recht Seeschifffahrt) ist meist im Fernverkehr unterwegs, Ausnahmen sind Tagesausflüge mit Ausflugsdampfern und Fähren. In der Telekommunikation ist vom Heimbereich („Nahzone“) die Rede, wenn ein Mobilfunkanbieter den Telefontarif vom Standort des Kunden abhängig macht. Im Luftverkehr bedient der so genannte Kurzstreckenflug Flugstrecken bis 1000 km (Großkreisentfernung) und 2 Stunden Flugzeit.

### Österreich
In Österreich fällt der öffentliche Personennahverkehr in die Zuständigkeit der Länder, Städte und Gemeinden und ist im Öffentlichen Personennah- und Regionalverkehrsgesetz 1999 (ÖPNRV-G) bundesweit geregelt. 
Nahverkehr ist laut Gesetz auf den Stadt-Umland-Verkehr fokussiert, während ländlicher Raum unter Regionalverkehr subsumiert wird.
Die Verkehrsverbünde sind seit spätestens 2007 für jedes Bundesland eingerichtet (womit Österreich weltweit das erste Land mit flächendeckenden, alle öffentlichen Verkehrssysteme umfassenden Takt- und Tarifsystemen ist).
Das Kraftfahrliniengesetz ist die gesetzliche Grundlage für den Straßenpersonennahverkehr.
Im Straßenverkehr gibt es mit den Gemeindestraßen und den in Landesverwaltung übergeführten ehemaligen Bundesstraßen (B-Nummerung beibehalten) eine klare Abgrenzung von Nah-/Regionalverkehr zu Fernverkehr, mit den noch in Bundesverwaltung stehenden Autobahnen/Schnellstraßen und den ausgewiesenen Europastraßen, wobei in den wenigen Großstädten Österreich die Autobahnen oder Schnellstraßen jeweils auch eine wichtige Funktion als Stadtautobahn wahrnehmen. Nah-/Regionalverkehr ist in Österreich prinzipiell kostenlos, während für Autobahnen Maut anfällt (Vignette, GO-Box).
In Folge werden Nah- und Regionalverkehr gemeinsam betrachtet, Verkehrsplanung findet heute durchwegs im Kontext zentralörtlicher Betrachtung und im Rahmen von Gemeindeverbänden statt.

### Schweiz
Beim Transport in der Schweiz wird im schienengebundenen Nah- und Regionalverkehr (Regionaler Personenverkehr, RPV) je nach Zuggattung durch Kantone oder Gemeinden bestimmt. 
Der Ortsverkehr wird von den Kantonen und Gemeinden bestellt und finanziell unterstützt. Er dient der Feinerschließung von Ortschaften und besteht in der Regel aus Linien, die nicht mehr als 1,5 km vom nächstgelegenen Verknüpfungspunkt mit dem übergeordneten Netz des öffentlichen Verkehrs entfernt sind. Der vernetzte Taktfahrplan schafft eine durchgehende Transportkette über alle Verkehrsmittel (Bahn, Bus, Schiff, Seilbahn). 